# Tênis nos Jogos Pan-Americanos de 2015 - Duplas masculinas
A competição das duplas masculinas foi um dos eventos do tênis nos Jogos Pan-Americanos de 2015, em Toronto. Foi disputada no Centro Canadense de Tênis, em Toronto entre os dias 11 e 15 de julho. 

## Calendário
Horário local (UTC-4).
| Data        | Horário | Fase             |
| ----------- | ------- | ---------------- |
| 11 de julho | 16:00   | Oitavas-de-final |
| 13 de julho | 17:00   | Quartas-de-final |
| 14 de julho | 13:00   | Semifinal        |
| 15 de julho | 15:00   | Final            |

## Medalhistas
| Ouro   | CHI Nicolás Jarry e Hans Podlipnik   |
| Prata  | ARG Guido Andreozzi e Facundo Bagnis |
| Bronze | ECU Gonzalo Escobar e Emilio Gómez   |

## Cabeças-de-chave
| 1. ARG Guido Andreozzi / ARG Facundo Bagnis (Final, medalha de prata) 2. CHI Nicolás Jarry / CHI Hans Podlipnik (Campeões) | COL Nicolás Barrientos / COL Carlos Salamanca (Oitavas de final) MEX Hans Hach / MEX Luis Patiño (Quartas de final) |

## Chaveamento
| - Q = Qualifier - WC = Wild Card - LL = Lucky Loser | - Alt = Alternativo (alternate) - SE = Special Exempt - PR = Ranking protegido (protected ranking) | - w/o = Desistência (walkover) - r = Abandono (retired) - d = Desclassificação (default) |

### Finais
|  | Semifinal | Semifinal                              | Semifinal                            | Semifinal | Semifinal |                                      |                                        | Final                           | Final                                | Final               | Final               | Final               |
|  |           |                                        |                                      |           |           |                                      |                                        |                                 |                                      |                     |                     |                     |
|  | 1         | ARG Guido Andreozzi ARG Facundo Bagnis | 6                                    | 4         | [10]      |                                      |                                        |                                 |                                      |                     |                     |                     |
|  |           | BAR Darian King BAR Haydn Lewis        | 3                                    | 6         | [8]       |                                      |                                        |                                 |                                      |                     |                     |                     |
|  |           | BAR Darian King BAR Haydn Lewis        | 3                                    | 6         | [8]       | 1                                    | ARG Guido Andreozzi ARG Facundo Bagnis | 4                               | 65                                   |                     |                     |                     |
|  |           |                                        |                                      |           |           | 1                                    | ARG Guido Andreozzi ARG Facundo Bagnis | 4                               | 65                                   |                     |                     |                     |
|  |           | 2                                      | CHI Nicolás Jarry CHI Hans Podlipnik | 6         | 7         |                                      |                                        |                                 |                                      |                     |                     |                     |
|  |           | 2                                      | CHI Nicolás Jarry CHI Hans Podlipnik | 6         | 7         | ECU Gonzalo Escobar ECU Emilio Gómez | 4                                      | 4                               |                                      |                     |                     |                     |
|  |           |                                        |                                      |           |           | ECU Gonzalo Escobar ECU Emilio Gómez | 4                                      | 4                               |                                      |                     |                     |                     |
|  | 2         | CHI Nicolás Jarry CHI Hans Podlipnik   | 6                                    | 6         |           |                                      |                                        | Disputa pelo bronze             | Disputa pelo bronze                  | Disputa pelo bronze | Disputa pelo bronze | Disputa pelo bronze |
|  |           |                                        |                                      |           |           |                                      |                                        | BAR Darian King BAR Haydn Lewis | 3                                    | 0                   |                     |                     |
|  |           |                                        |                                      |           |           |                                      |                                        |                                 | ECU Gonzalo Escobar ECU Emilio Gómez | 6                   | 6                   |                     |

### Chave superior
| Oitavas de final | Oitavas de final                | Oitavas de final | Oitavas de final | Oitavas de final |  |  | Quartas de final | Quartas de final             | Quartas de final | Quartas de final | Quartas de final |  |  | Semifinal | Semifinal                    | Semifinal | Semifinal | Semifinal |
|                  |                                 |                  |                  |                  |  |  |                  |                              |                  |                  |                  |  |  |           |                              |           |           |           |
|                  |                                 |                  |                  |                  |  |  |                  |                              |                  |                  |                  |  |  |           |                              |           |           |           |
|                  |                                 |                  |                  |                  |  |  | 1                | ARG G Andreozzi ARG F Bagnis | 6                | 6                |                  |  |  |           |                              |           |           |           |
|                  | URU R Arus URU A Behar          | 6                | 6                |                  |  |  |                  | URU R Arus URU A Behar       | 2                | 1                |                  |  |  |           |                              |           |           |           |
|                  | CUB W Dorantes CUB OA Hernández | 3                | 2                |                  |  |  |                  |                              |                  |                  |                  |  |  | 1         | ARG G Andreozzi ARG F Bagnis | 6         | 4         | [10]      |
|                  | VEN LD Martínez VEN R Rodríguez | 62               | 1                |                  |  |  |                  |                              |                  |                  |                  |  |  |           | BAR D King BAR H Lewis       | 3         | 6         | [8]       |
|                  | BAR D King BAR H Lewis          | 7                | 6                |                  |  |  |                  | BAR D King BAR H Lewis       | 7                | 7                |                  |  |  |           |                              |           |           |           |
|                  | BRA O Luz BRA M Zormann         | 6                | 3                | [12]             |  |  | 4                | MEX H Hach MEX L Patiño      | 5                | 5                |                  |  |  |           |                              |           |           |           |
| 4                | MEX H Hach MEX L Patiño         | 1                | 6                | [14]             |  |  |                  |                              |                  |                  |                  |  |  |           |                              |           |           |           |

### Chave inferior
| Oitavas de final | Oitavas de final                   | Oitavas de final | Oitavas de final | Oitavas de final |  |  | Quartas de final | Quartas de final             | Quartas de final | Quartas de final | Quartas de final |  |  | Semifinal | Semifinal                   | Semifinal | Semifinal | Semifinal |
|                  |                                    |                  |                  |                  |  |  |                  |                              |                  |                  |                  |  |  |           |                             |           |           |           |
| 3                | COL N Barrientos COL C Salamanca   | 4                | 1                |                  |  |  |                  |                              |                  |                  |                  |  |  |           |                             |           |           |           |
|                  | ECU G Escobar ECU E Gómez          | 6                | 6                |                  |  |  |                  | ECU G Escobar ECU E Gómez    | 7                | 6                |                  |  |  |           |                             |           |           |           |
|                  | BOL R Banzer BOL F Zeballos        | 6                | 7                |                  |  |  |                  | BOL R Banzer BOL F Zeballos  | 63               | 4                |                  |  |  |           |                             |           |           |           |
|                  | HON A Obando HON K Turcios         | 1                | 5                |                  |  |  |                  |                              |                  |                  |                  |  |  |           | ECU G Escobar ECU E Gómez   | 4         | 4         |           |
|                  | GUA C Díaz Figueroa GUA W González | 3                | 2                |                  |  |  |                  |                              |                  |                  |                  |  |  | 2         | CHI N Jarry CHI H Podlipnik | 6         | 6         |           |
|                  | USA J-Y Aubone USA D Novikov       | 6                | 6                |                  |  |  |                  | USA J-Y Aubone USA D Novikov | 7                | 3                | [3]              |  |  |           |                             |           |           |           |
|                  | CAN P Bester CAN B Schnur          | 4                | 4                |                  |  |  | 2                | CHI N Jarry CHI H Podlipnik  | 5                | 6                | [10]             |  |  |           |                             |           |           |           |
| 2                | CHI N Jarry CHI H Podlipnik        | 6                | 6                |                  |  |  |                  |                              |                  |                  |                  |  |  |           |                             |           |           |           |